# Pysanky

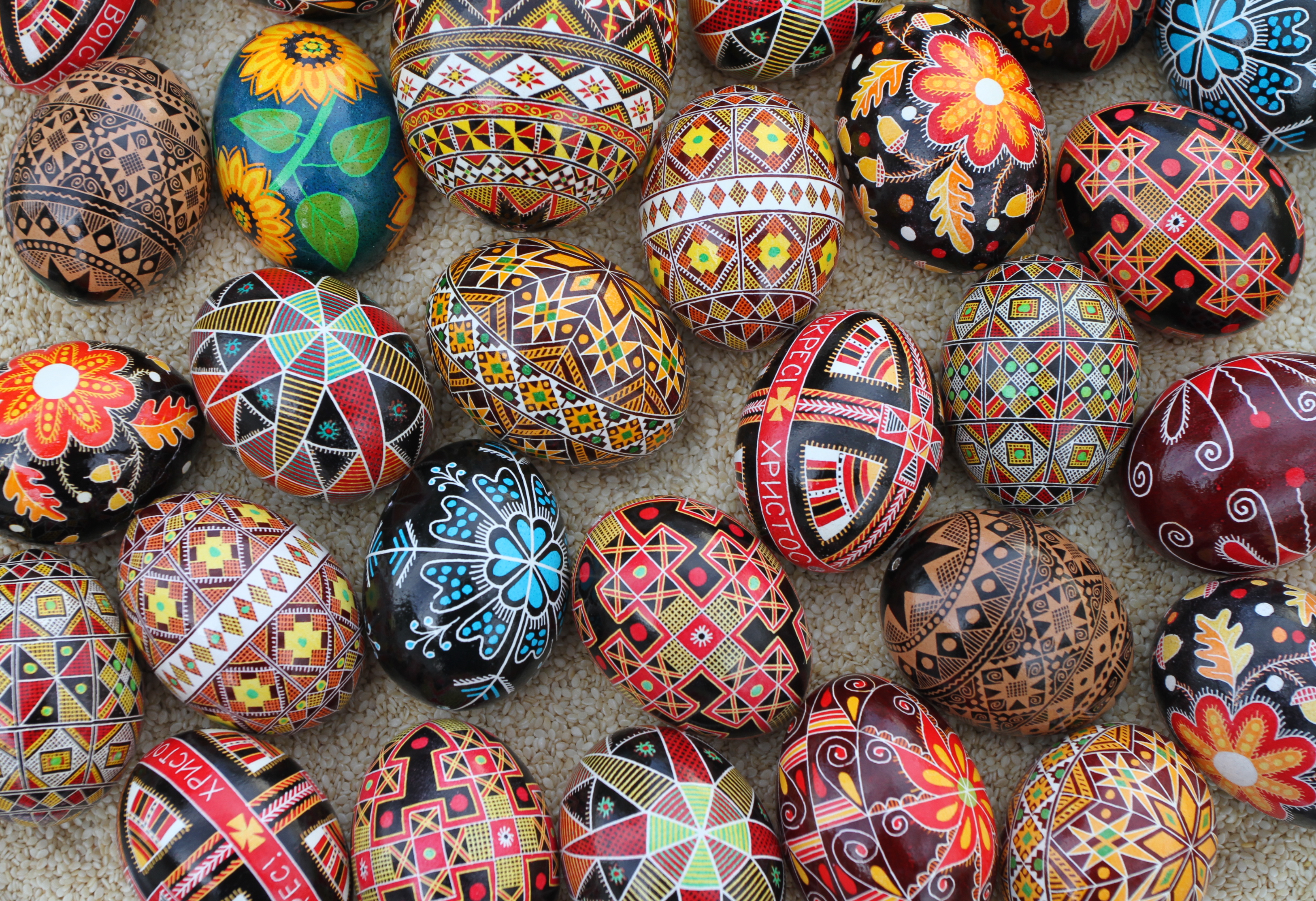
Một số trứng Pysanky

Pysanky (số ít: Pysanka tiếng Ukraina: писанка, số nhiều: Pysanky), Trứng Phục Sinh) - những quả trứng được trang trí với các biểu tượng truyền thống sử dụng sáp và thuốc nhuộm. Sản xuất trứng được kết hợp với những lễ hội hội dân gian mùa xuân trong ngày lễ Phục Sinh. Đây là loại hình nghệ thuật dân gian được phổ biến trong nhiều dân tộc Slav, bao gồm cả Ukraina. Trứng Phục Sinh là biểu tượng của mặt trời,sự bất diệt của cuộc sống, tình yêu và vẻ đẹp, sự hồi sinh vào mùa xuân,điều tốt đẹp, hạnh phúc, niềm vui.